# ロベルト・クレメンテ
ロベルト・エンリケ・クレメンテ・ウォーカー（Roberto Enrique Clemente Walker , 1934年8月18日 - 1972年12月31日）は、プエルトリコ出身のプロ野球選手（外野手）。
MLBにおけるヒスパニック系選手の先駆け的存在であり、現在でもプエルトリコ出身の選手から目標とされていることが多い。
シーズンオフにはプエルトリコやラテンアメリカ諸国において慈善活動に関与しており、野球道具や食料を必要としている人々に提供していた。1972年12月31日、その年に起きた大地震（ニカラグア地震 (1972年)）の被災者への援助物資を提供するためにニカラグアへ向かうチャーター便の飛行機に同乗し、その途上で航空事故に巻き込まれ、死亡した。38歳没。1955年から1972年までの18シーズンを、MLBのピッツバーグ・パイレーツ一筋で過ごした。
1965年に誕生した息子のロベルト・クレメンテJr.（Roberto Clemente, Jr.）も野球選手となり、フィラデルフィア・フィリーズやサンディエゴ・パドレスのマイナーでプレーしたが、故障が多くメジャーには昇格できなかった。甥のエドガルド・クレメンテは、1998年から2000年の3年間、外野手としてメジャーでプレーした。

## 経歴

### プロ入り前
1934年8月18日、プエルトリコカロリーナで生まれる。クレメンテの母親は2人の子供を連れて再婚。その後、5人の子供を産み、ロベルト・クレメンテはその末っ子である。家庭は非常に貧しく、父親は砂糖農園で働き、クレメンテも家計を支えるために幼い頃から仕事をしていた。兄の出場する少年野球リーグ戦について行って、見よう見まねに野球を始める。少年時代からスポーツの才能は抜きんでており、高校時代には陸上競技、やり投、走高跳などで活躍。やり投を得意としていたがクレメンテ本人によると母親譲りだという。モンテ・アーヴィンへの憧れもあり、最も力を入れていたものは野球だった。
高校を卒業したクレメンテには9以上のMLB球団から入団交渉が来た。最初にニューヨーク・ジャイアンツから入団交渉が来たが、ブルックリン・ドジャースは優れた選手をライバル球団に入団するのを防ぎたいこともあり、契約金10,000ドルと年俸5,000ドルをクレメンテに提示。

### プロ入りとドジャース傘下時代
1954年2月19日、クレメンテはドジャースと契約した。
1954年シーズンはドジャース傘下のモントリオール・ロイヤルズでプレイする。選手としての能力は認められたが、ドジャースには当時、メジャー全体の黒人選手20人中5人と、割合として非常に多くの黒人選手が在籍していたため、白人ファンの観客動員に影響を及ぼさないようにドジャースはクレメンテをマイナーでプレイさせた。マイナーでは出場機会を与えられず、友人に「自軍が初回に5点も入れると、もう私はメンバーから外される。私は監督から好かれていないらしい」と言っている。しかし、これは当時、契約金4,000ドル以上の選手は最初の2年間、メジャー25人ロースターに入っていないと他球団からの引き取りに応じることができるという制度があったからである。

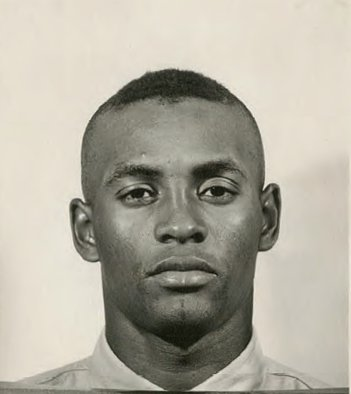
1958年から1959年にかけてのシーズンオフの時期はアメリカ海兵隊に在籍した（1958年9月30日撮影）

ピッツバーグ・パイレーツスカウトは投手補強のため、モントリオール・ロイヤルズのジョー・ブラック獲得を狙っていたが、クレメンテを目の当たりにし、クレメンテ獲得を狙うようになった。

### パイレーツ時代
1954年11月22日、クレメンテは現在のルール5ドラフトにあたる制度でパイレーツから指名を受け、移籍。
1955年4月17日にメジャーデビューを果たした。同年、124試合の出場で打率.255・5本塁打・47打点でメジャー1年目を終え、チームはリーグ最下位だったが、スポーティングニュース（1955年7月）によるとパイレーツのファンはクレメンテの守備と強肩に惚れ込んだという。
1956年にはリーグ3位となる打率.311を記録する。1957年から3年間は、持病である背中の痛みや、相手投手の研究もあり低迷。
1960年、打率.314・16本塁打・94打点と自己ベストを更新し、オールスター初選出を果たした。チームは33年ぶりにリーグ優勝を果たし、ニューヨーク・ヤンキースとのワールドシリーズでは4勝3敗で35年ぶりの世界一となる。クレメンテは全7試合に出場し、チーム最多の9安打を記録した。
1961年、打率.351で初の首位打者となる。201安打・30二塁打・23本塁打・100得点と自己記録も更新した。オールスターでは初の先発出場を果たし、オールスター初安打を記録。
1964年には自己最多の155試合に出場し、打率.339で2度目の首位打者を獲得。同年シーズン終了後にベラ・ザバラと結婚。
1965年も打率.329で3度目の首位打者を獲得した。
1966年には開幕前に監督のハリー・ウォーカーから25本塁打・115打点を希望されていたが、クレメンテはそれを上回る自己最高の29本塁打・119打点を記録。ナショナルリーグのMVPを27勝・防御率1.73・奪三振317の成績で投球三冠となったサンディー・コーファックスと争うことになったが、投票の結果はクレメンテが218ポイントに対して、コーファックスは208ポイント。10ポイント差でナショナルリーグMVPに選出された。
1967年、自己最高の打率.357で4度目の首位打者を獲得。同年5月15日、クロスリー・フィールドで行われた対レッズ戦でクレメンテは、5打数4安打（3本塁打、1二塁打）を放ち、打点はチームの全得点である7打点を記録した。守備では本塁打性の打球を好捕する活躍を見せる。しかし、チームは7対8で敗れた。同試合は1968年版のパイレーツのメディアガイドで「クレメンテの最も輝かしい試合のひとつ」と評された。また、このメディアガイドはクレメンテがパイレーツ史上最高の選手となったと評している。
クレメンテの活躍をファンと共に祝うため、パイレーツ球団によって1970年7月24日に「ロベルト・クレメンテ・ナイト」（Roberto Clemente Night）が催された。球団などから様々な記念品を贈られる予定だったが、クレメンテは記念品ではなくピッツバーグの小児科医のためのお金を希望。それに賛同してお金は小児科医に寄付された。同年8月22日から23日にかけて1901年以降のメジャーリーグでは初となる2試合で10安打を記録。チームは地区優勝を果たし、クレメンテは打率.352を記録した。レッズとのリーグチャンピオンシップシリーズでは3連敗でシーズンを終えた。
1971年、チームは11年ぶりにワールドシリーズへ進出。下馬評では対戦相手のボルチモア・オリオールズが優勢だったが、4勝3敗でパイレーツがワールドチャンピオンとなった。クレメンテは打率.414を記録し、ワールドシリーズMVPに選出された。第7戦ではソロ本塁打を放ち、チームは2対1で勝利。クレメンテはワールドシリーズに出場した全14試合で安打を記録しており、当時、ハンク・バウアーの17試合連続安打に次ぐ連続安打記録だった。
1972年に3000本安打に残り118安打でシーズンを迎える。クレメンテの実力から達成は容易と思われたが、足首の故障で試合を欠場することもあったため、一時は絶望視された。
1972年9月2日に2971安打を記録し、ホーナス・ワグナーの球団通算安打記録を更新。9月28日にベテランズ・スタジアムで行われたフィリーズ戦の2打席目で2999安打を放ち、その次の打席では代打を送られた。
翌日から閉幕までの5戦はすべて本拠地スリー・リバース・スタジアムで行われた。9月29日のメッツ戦の最初の打席でトム・シーバーから大きくバウンドする打球を放ち、ケン・ボスウェル二塁手はグラブの先でボールをはじいため、公式記録員はボスウェルの失策としたが、電光掲示板では「H」が表示されてしまったため、観客は騒然となった。結局この試合は4打数0安打に終わった。クレメンテは試合後に「あれがヒットに判定されなくてよかった。私は文句のつけようのないヒットがほしいんだ」と語った。9月30日のメッツ戦の2打席目にジョン・マトラックから二塁打を放ち、3000本安打を達成した。

### 事故死
1972年12月23日、ニカラグアで大地震が発生。その夜、クレメンテの3000本安打達成を祝うパーティが催され、地震のことが話題となった。クレメンテを中心に救援が検討され、翌24日から救援活動が行われた。救援物資を募ったが、ニカラグアの軍隊の兵士がその物資を盗み、モルヒネを売りつけているという情報を知ったクレメンテは、「私がニカラグアへ飛べば盗難はなくなるだろう。このロベルト・クレメンテから物を盗むことはないはずだ」と言い、ニカラグアへ行くことになる。
チャーター料が安いため、ジェット機ではなくレシプロ機DC-7（機体記号N500AE）に最大積載量を上回る救援物資を積み、クレメンテ自身も乗り込んで12月31日の夜に離陸した。しかしその直後に片方のエンジンの調子がおかしくなり、フライトデータレコーダーによると操縦士が引き返すと言い、急旋回した直後にカリブ海へ墜落。クレメンテは死亡した。事故後、沿岸警備隊の捜索や、クレメンテの友人たちによる救助活動が行われたが、機体の一部を回収したのみで、クレメンテの遺体は発見されなかった。

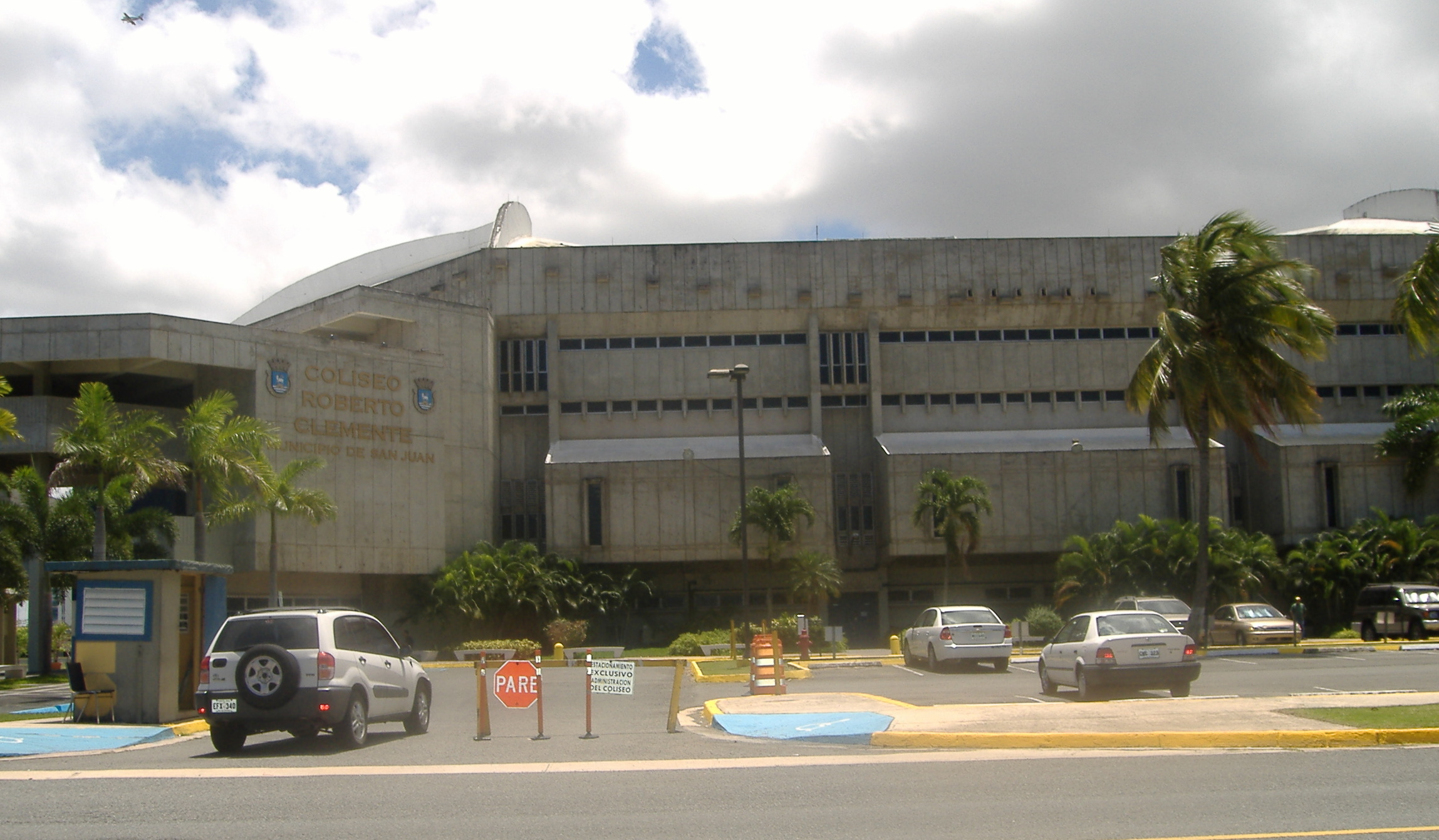
クレメンテの功績を称えて建設されたロベルト・クレメンテ・コロシアム

### 死後の栄光

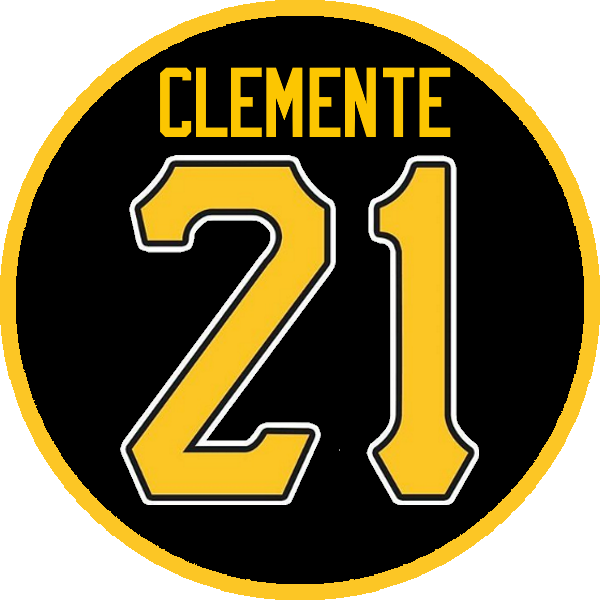
クレメンテの背番号「21」。
ピッツバーグ・パイレーツの永久欠番に1973年指定。

その死を悼み、1973年1月3日にアメリカ野球殿堂入りの選考で特別措置を取ることを発表。通常は引退後5年を経過しないと被投票資格を得られないが、クレメンテはルー・ゲーリッグに次いで史上2人目となる期間短縮の特別措置が取られた。3月20日、全米野球担当記者協会（BBWAA）による投票結果が発表され、424票中393票が殿堂入りに賛成で殿堂入りが決定した。残りの31票の内訳は、反対票は29票で、棄権が2票。反対投票の6割は被投票資格を緩めることに反対するものであった。
生前、クレメンテが慈善活動に積極的に動き、事故死したのもその活動中だったことから、メジャーリーグ機構では、これまで慈善活動を行ったメジャーリーガーに贈られる「コミッショナー賞」という名の功労賞を、「ロベルト・クレメンテ賞」と改称。ロベルト・クレメンテ賞はMVPに匹敵する名誉ある賞となっている。
MLBコミッショナーのボウイ・キューンは、改称後初の選考を前に、「この賞は今から2年前に、コミッショナーの名においてロサンゼルスで始められたものだった。だが私はその名称を気に入ってはいなかった。ピタリとその実を示すものではないからだ。ところで今ここに、私たちは望みを得る最高の名称を得た。『ロベルト・クレメンテ賞』― 今後これはそう呼ばれるものとなる。これは野球の内と外とを問わず、たとえ人の目にはつかなくとも、深く世に尽くしているものに贈られる」と語っている。
1973年開幕戦の4月6日を追悼試合として行われ、クレメンテがつけていた背番号21はパイレーツの永久欠番に指定された。クレメンテの影響で、中南米系のメジャーリーガーには背番号を「21」番を付けたがる選手が多く、憧れの対象となっている。2001年に開場したPNCパークの右翼のフェンスの高さはクレメンテの背番号にちなみ21フィート（約6.4メートル）である。
1973年5月14日に議会名誉黄金勲章を授与され、2002年に当時のアメリカ大統領ジョージ・W・ブッシュから大統領自由勲章が送られた。2005年10月26日、ラティーノ・レジェンズ・チームに選出された。ピッツバーグ・パイレーツの本拠地PNCパークで行われた2006年オールスターゲームでは、ロベルト・クレメンテのコミッショナー特別表彰受賞セレモニーが行われ、遺族のクレメンテ夫人が表彰を受けた。2007年にはピッツバーグにクレメンテ博物館（en:The Clemente Museum）が開館した。

## 選手としての特徴

### 打撃
ナショナルリーグで4度首位打者を獲得し、打率は年間上位10人の中に13度入った。生涯のヒット数は3000本である。悪球打ちで有名であり、佐山和夫もクレメンテをヨギ・ベラとともに「バッドボールヒッター」の代表格として取り上げている。

### 守備
右翼手としても群を抜いた強肩で、その強肩は「ライフルアーム」と称され、相手走者には恐れられていた。1試合最多補殺5回はナ・リーグ最多。1961年にはシーズン27補殺を記録し、メジャー生活18年で通算267補殺を記録している。「ペンシルベニアで投げたボールがニューヨークまで届く」「クレメンテの守るライトに打球が飛んだならそれが観客席以外であったら進塁をあきらめろ」ともいわれた。また、クレメンテのプレーを生で見たことのあるパンチョ伊東は「現代メジャーにおいて強肩と言われている選手たちの比ではない」ともいっている。クレメンテは外野手として最多タイのゴールドグラブ賞を12回受賞している。

## エピソード
- ピッツバーグの球場で村上雅則に「自分とメイズと比べて実力は今どちらが上か」と尋ねたことがあり、村上が「メイズの方が上だ」と言うと、クレメンテは「何故だ?」と真顔で返した。

## 詳細情報

### 年度別打撃成績
| 年 度     | 球 団     | 試 合 | 打 席 | 打 数 | 得 点 | 安 打 | 二 塁 打 | 三 塁 打 | 本 塁 打 | 塁 打 | 打 点 | 盗 塁 | 盗 塁 死 | 犠 打 | 犠 飛 | 四 球 | 敬 遠 | 死 球 | 三 振 | 併 殺 打 | 打 率 | 出 塁 率 | 長 打 率 | O P S |
| --------- | --------- | ----- | ----- | ----- | ----- | ----- | -------- | -------- | -------- | ----- | ----- | ----- | -------- | ----- | ----- | ----- | ----- | ----- | ----- | -------- | ----- | -------- | -------- | ----- |
| 1955      | PIT       | 124   | 501   | 474   | 48    | 121   | 23       | 11       | 5        | 181   | 47    | 2     | 5        | 4     | 3     | 18    | 3     | 2     | 60    | 14       | .255  | .284     | .382     | .666  |
| 1956      | PIT       | 147   | 572   | 543   | 66    | 169   | 30       | 7        | 7        | 234   | 60    | 6     | 6        | 8     | 4     | 13    | 2     | 4     | 58    | 14       | .311  | .330     | .431     | .761  |
| 1957      | PIT       | 111   | 475   | 451   | 42    | 114   | 17       | 7        | 4        | 157   | 30    | 0     | 4        | 0     | 1     | 23    | 1     | 0     | 45    | 13       | .253  | .288     | .348     | .636  |
| 1958      | PIT       | 140   | 556   | 519   | 69    | 150   | 24       | 10       | 6        | 212   | 50    | 8     | 2        | 3     | 3     | 31    | 1     | 0     | 41    | 15       | .289  | .327     | .408     | .735  |
| 1959      | PIT       | 105   | 456   | 432   | 60    | 128   | 17       | 7        | 4        | 171   | 50    | 2     | 3        | 3     | 3     | 15    | 2     | 3     | 51    | 10       | .296  | .322     | .396     | .718  |
| 1960      | PIT       | 144   | 620   | 570   | 89    | 179   | 22       | 6        | 16       | 261   | 94    | 4     | 5        | 4     | 5     | 39    | 4     | 2     | 72    | 21       | .314  | .357     | .458     | .815  |
| 1961      | PIT       | 146   | 614   | 572   | 100   | 201   | 30       | 10       | 23       | 320   | 89    | 4     | 1        | 1     | 3     | 35    | 10    | 3     | 59    | 18       | .351  | .390     | .559     | .949  |
| 1962      | PIT       | 144   | 581   | 538   | 95    | 168   | 28       | 9        | 10       | 244   | 74    | 6     | 4        | 1     | 6     | 35    | 9     | 1     | 73    | 18       | .312  | .352     | .454     | .806  |
| 1963      | PIT       | 152   | 642   | 600   | 77    | 192   | 23       | 8        | 17       | 282   | 76    | 12    | 2        | 4     | 3     | 31    | 6     | 4     | 64    | 24       | .320  | .356     | .470     | .826  |
| 1964      | PIT       | 155   | 683   | 622   | 95    | 211   | 40       | 7        | 12       | 301   | 87    | 5     | 2        | 3     | 5     | 51    | 16    | 2     | 87    | 9        | .339  | .388     | .484     | .872  |
| 1965      | PIT       | 152   | 642   | 589   | 91    | 194   | 21       | 14       | 10       | 273   | 65    | 8     | 0        | 2     | 3     | 43    | 14    | 5     | 78    | 17       | .329  | .378     | .463     | .841  |
| 1966      | PIT       | 154   | 690   | 638   | 105   | 202   | 31       | 11       | 29       | 342   | 119   | 7     | 5        | 1     | 5     | 46    | 13    | 0     | 109   | 14       | .317  | .360     | .536     | .896  |
| 1967      | PIT       | 147   | 632   | 585   | 103   | 209   | 26       | 10       | 23       | 324   | 110   | 9     | 1        | 0     | 3     | 41    | 17    | 3     | 103   | 15       | .357  | .400     | .554     | .954  |
| 1968      | PIT       | 132   | 557   | 502   | 74    | 146   | 18       | 12       | 18       | 242   | 57    | 2     | 3        | 0     | 3     | 51    | 27    | 1     | 77    | 13       | .291  | .355     | .482     | .837  |
| 1969      | PIT       | 138   | 570   | 507   | 87    | 175   | 20       | 12       | 19       | 276   | 91    | 4     | 1        | 0     | 4     | 56    | 16    | 3     | 73    | 19       | .345  | .411     | .544     | .955  |
| 1970      | PIT       | 108   | 455   | 412   | 65    | 145   | 22       | 10       | 14       | 229   | 60    | 3     | 0        | 1     | 2     | 38    | 14    | 2     | 66    | 7        | .352  | .407     | .556     | .963  |
| 1971      | PIT       | 132   | 553   | 522   | 82    | 178   | 29       | 8        | 13       | 262   | 86    | 1     | 2        | 1     | 4     | 26    | 5     | 0     | 65    | 19       | .341  | .370     | .502     | .872  |
| 1972      | PIT       | 102   | 413   | 378   | 68    | 118   | 19       | 7        | 10       | 181   | 60    | 0     | 0        | 0     | 6     | 29    | 7     | 0     | 49    | 15       | .312  | .356     | .479     | .835  |
| MLB：18年 | MLB：18年 | 2433  | 10212 | 9454  | 1416  | 3000  | 440      | 166      | 240      | 4492  | 1305  | 83    | 46       | 36    | 66    | 621   | 167   | 35    | 1230  | 275      | .317  | .359     | .475     | .834  |

- 各年度の太字はリーグ最高

### タイトル
- 首位打者 4回：1961年、1964年、1965年、1967年

### 表彰
- シーズンMVP 1回：1966年
- ゴールドグラブ賞 12回：1961年 - 1972年 ※ウィリー・メイズと並び外野手として歴代最多タイ
- アメリカ野球殿堂 表彰：1973年（有資格1年目[47]、得票率92.69%）
- コミッショナー特別表彰：2006年
- ワールドシリーズMVP 1回：1971年
- ベーブ・ルース賞：1971年
- 月間MVP 3回：1960年5月、1967年5月、1969年7月

### 記録
- MLBオールスターゲーム選出 12回：1960年 - 1967年、1969年 - 1972年
- メジャーリーグベースボール・オールセンチュリー・チーム ノミネート：1999年
- ラティーノ・レジェンズ・チーム（英語版） 選出：2005年
- DHLホームタウン・ヒーローズ 選出：2006年
- フランチャイズ・フォー 選出：2015年
- 通算試合数：2433（ピッツバーグ・パイレーツ球団記録）
- 通算打数：9454（同上）
- 通算安打数：3000（同上）
- 通算塁打数：4492（同上）
- 通算単打：2154（同上）

### 背番号
- 13（1955年 - 同年途中）
- 21（1955年途中 - 1972年）※ピッツバーグ・パイレーツの永久欠番